# Agrostis venusta
Agrostis venusta är en gräsart som beskrevs av Carl Bernhard von Trinius. Agrostis venusta ingår i släktet ven, och familjen gräs. Inga underarter finns listade i Catalogue of Life.